# Dialetto eleo
L'eleo (in greco antico: ἠλεῖος?, ēlêios) fu un dialetto del greco antico facente parte del gruppo dei dialetti nordoccidentali. Era parlato nella zona dell'Elide.

## Descrizione
Questa lingua è nota quasi esclusivamente per le iscrizioni rinvenuti nei siti archeologici di Olimpia. Queste trascrizioni su tavolette contenevano testi brevi di editti e leggi e la loro interpretazione è tuttora molto incerta. Altre iscrizioni in eleo, più recenti, sono la legge sull'amnistia di Olimpia (IV secolo a.C.) e il decreto in onore di Damocrate (III secolo a.C.).
Questo dialetto veniva disprezzato dagli antichi greci, che lo ritenevano una delle tante lingue barbare; in effetti l'eleo ha molti punti in comune con il dialetto dorico (come il rotacismo).

## Fonetica
Il dialetto eleo era caratterizzato da alcune particolarità:
- l'α in luogo della ε
- la ζ in luogo della δ
- la ρ in luogo del σ